# Arquitetura desconstrutivista
Arquitetura desconstrutivista (AO 1945: arquitectura desconstrutivista), também chamada movimento desconstrutivista ou simplesmente desconstrutivismo ou desconstrução, é uma linha de produção arquitetônica pós-moderna que começou no fim dos anos 80. Ela é caracterizada pela fragmentação, pelo processo de desenho não linear, por um interesse pela manipulação das ideias da superfície das estruturas ou da aparência, pelas formas não-retilíneas que servem para distorcer e deslocar alguns dos princípios elementares da arquitetura, como a estrutura e o envoltório (paredes, piso, cobertura e aberturas) do edifício. A aparência visual final dos edifícios da escola desconstrutivista caracteriza-se por um caos controlado e por uma estimulante imprevisibilidade. Tem sua base no movimento literário chamado desconstrução. O nome também deriva do construtivismo russo que existiu durante a década de 1920, de onde retoma alguma de sua inspiração formal.
Entre alguns dos importantes eventos históricos do movimento desconstrutivista estão o concurso internacional parisiense do Parc de la Villette (especialmente as participações de Jacques Derrida, Peter Eisenman e o primeiro colocado, Bernard Tschumi), a exposição de 1988 do Museu de Arte Moderna (MoMA) de Nova Iorque Deconstructivist Architecture, organizada por Philip Johnson e Mark Wigley, e a inauguração em 1989 do Wexner Center for the Arts em Columbus, Ohio, projetado por Peter Eisenman. Na exposição de Nova Iorque foram exibidas obras de Frank Gehry, Daniel Libeskind, Rem Koolhaas, Peter Eisenman, Zaha Hadid, Bernard Tschumi e da Coop Himmelb(l)au. Desde a exibição, muitos dos arquitetos que estiveram associados ao desconstrutivismo distanciaram-se desse termo. No entanto, o termo "desconstrutivismo" perdurou, e seu uso atual, de fato, abarca uma tendência geral dentro da arquitetura contemporânea.
Inicialmente, alguns dos arquitetos conhecidos como desconstrutivistas foram influenciados pelas ideias do filósofo francês Jacques Derrida. Eisenman manteve um relacionamento pessoal com Derrida, mas mesmo assim sua abordagem ao projeto arquitetônico se desenvolveu muito antes de tornar-se um desconstrutivista. Para ele, o desconstrutivismo deve ser considerado uma extensão do seu interesse pelo formalismo radical. Alguns seguidores da corrente desconstrutivista foram também influenciados pelas experimentações formais e desequilíbrios geométricos do construtivismo russo. Há referências adicionais no desconstrutivismo a vários movimentos do século XX: a interação modernismo/pós-modernismo, o expressionismo, o cubismo, o minimalismo e a arte contemporânea. A intenção[carece de fontes?] do desconstrutivismo como um todo é libertar a arquitetura do que seus seguidores veem como as "regras" constritivas do modernismo, tais como a "forma segue a função", "pureza da forma" e a "verdade dos materiais".

## História e influências

### Modernismo e pós-modernismo

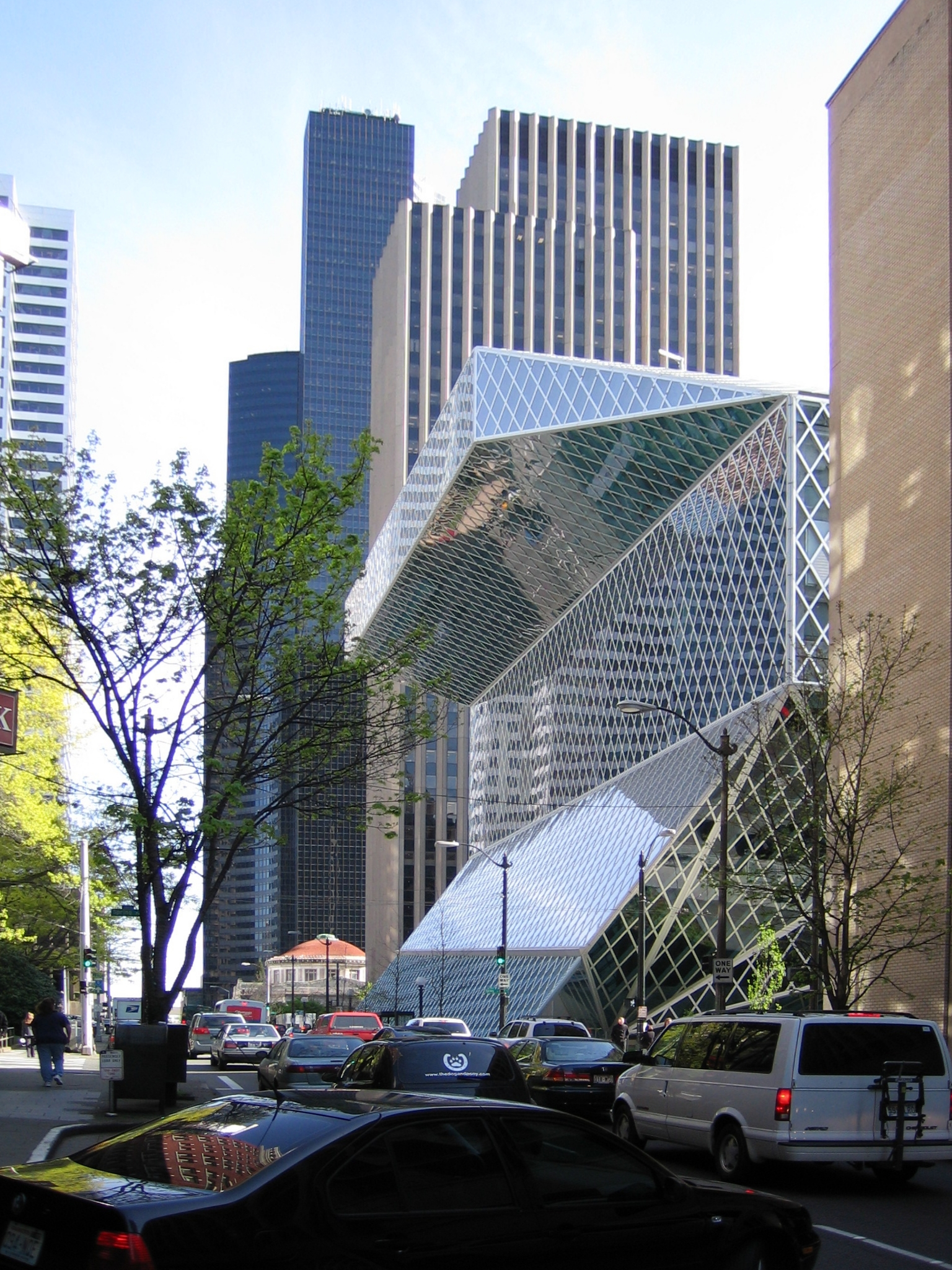
Biblioteca Central de Seattle, por Rem Koolhaas e seu Office for Metropolitan Architecture (OMA).

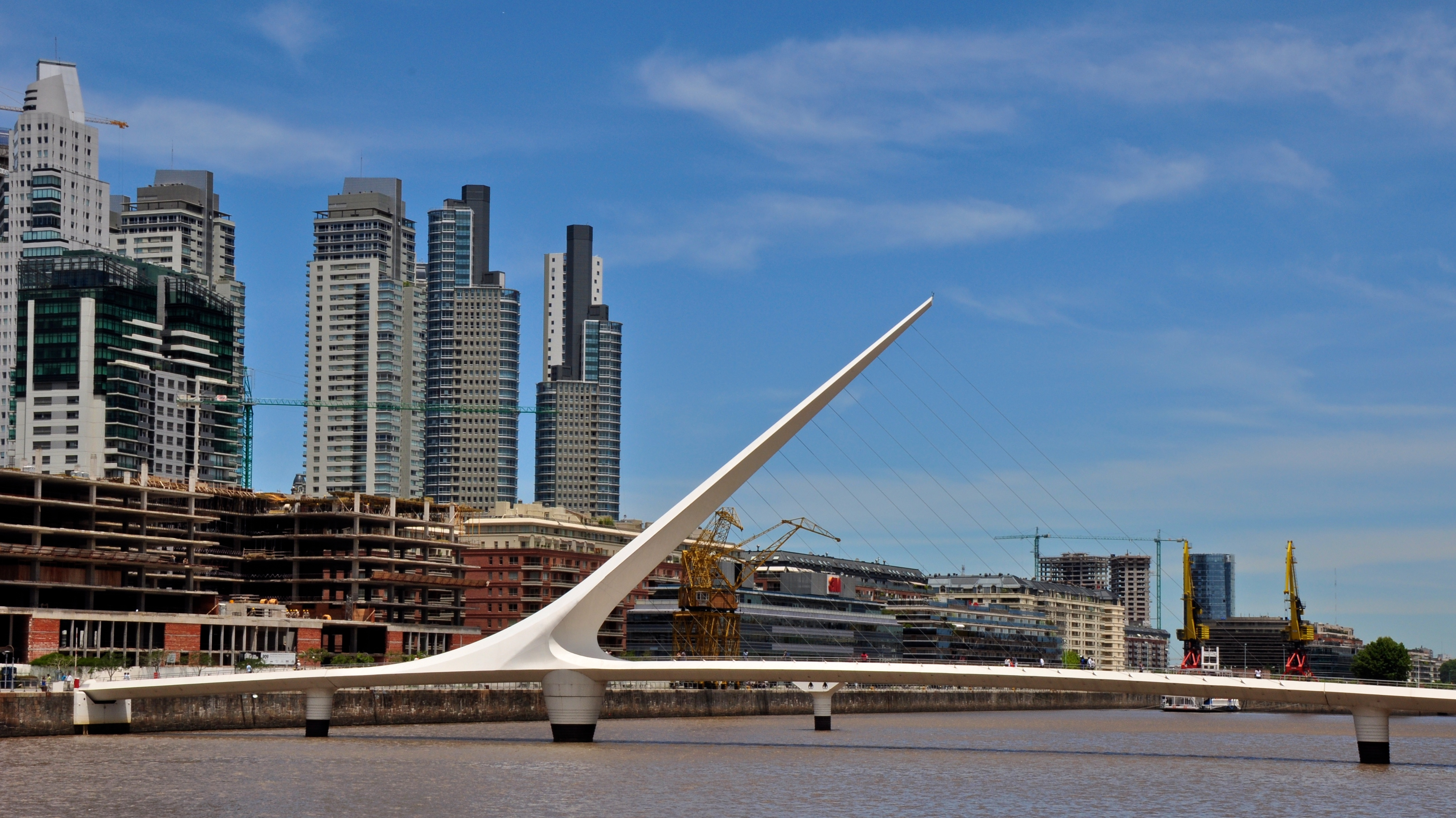
Puente de la Mujer, Buenos Aires (Argentina).

Na arquitetura contemporânea, o desconstrutivismo situa-se em oposição à racionalidade ordenada do modernismo. Sua relação com o pós-modernismo também é resolutamente oposta. Embora arquitetos pós-modernistas e desconstrutivistas emergentes tenham publicado, entre 1973 e 1984, suas teorias, lado a lado, no periódico Oppositions (Oposições), o conteúdo dessa revista marcaria o início de uma ruptura decisiva entre os dois movimentos. A desconstrução assumiu uma postura de confrontação frente à arquitetura e à história arquitetônica, querendo separar e desmontar a arquitetura. Ainda que o pós-modernismo tenha retornado a abraçar — geralmente às escondidas ou ironicamente — as referências históricas que o modernismo temia, o desconstrutivismo rejeita a aceitação pós-moderna dessas referências. Também rejeita a ideia de ornamento como uma reflexão a posteriori ou decoração. Esses princípios têm como consequência o alinhamento do desconstrutivismo com as suscetibilidades do anti-historicismo modernista.
Além do Oppositions, outro texto que separava o desconstrutivismo da rixa entre modernismo e pós-modernismo foi a publicação de Complexity and Contradiction in Architecture ("Complexidade e Contradição em Arquitetura") por Robert Venturi, em 1966. Um ponto de definição tanto para o pós-modernismo quanto para o desconstrutivismo, Complexity and Contradiction argumenta contra a pureza, clareza e simplicidade do modernismo. Com essa publicação, o funcionalismo e o racionalismo, os dois principais ramos do modernismo, foram derrubados como paradigmas de acordo com as leituras pós-modernistas e desconstrutivistas, com interpretações diferentes. A interpretação pós-moderna de Venturi (o qual foi ele próprio um pós-modernista) é a de que o ornamento e a alusão histórica acrescentam uma riqueza à arquitetura a qual o modernismo havia renunciado. Alguns arquitetos pós-modernos procuraram reutilizar decorações mesmo em construções econômicas e mínimas, um esforço melhor ilustrado pelo conceito de "galpão decorado" de Venturi. O racionalismo do design foi rejeitado, mas o funcionalismo da construção continuava ainda um tanto intacto. Trata-se de algo próximo à tese do que seria o próximo grande trabalho de Venturi, em que os signos e ornamentos podem ser aplicados a uma arquitetura pragmática, instilando as complexidades filosóficas da semiótica.

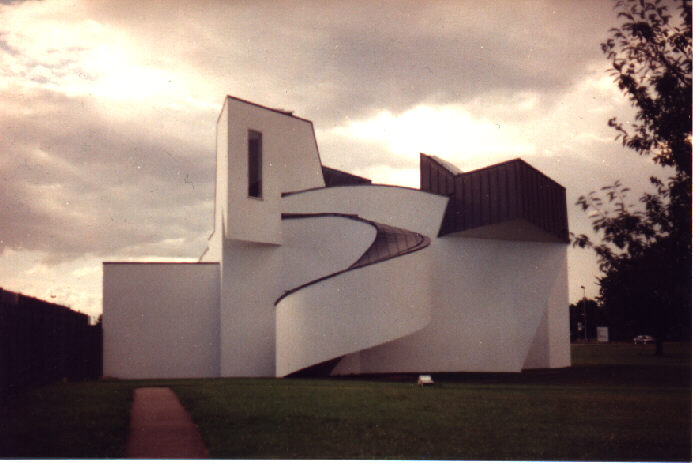
Vitra Design Museum, por Frank Gehry, em Weil am Rhein, Alemanha.

A leitura desconstrutivista de Complexity and Contradiction é bastante diferente. A construção básica foi o objeto das problemáticas e complexidades no desconstrutivismo, sem desprender-se do ornamento. Em vez de separar ornamento e função, assim como os pós-modernistas como Venturi, os aspectos funcionais das construções foram postos em causa. A geometria era para os desconstrutivistas o mesmo que o ornamento para os pós-modernistas, o objeto de complicação, e esta complicação da geometria foi, por sua vez, aplicada aos aspectos funcional, estrutural e espacial das construções desconstrutivistas. Um exemplo de complexidade desconstrutivista é o Museu de Design Vitra, de Frank Gehry, em Weil am Rhein, que apropria-se do típico cubo branco sem adornos das galerias de arte modernistas e o desconstrói, utilizando-se de geometrias reminiscentes do cubismo e expressionismo abstrato. Isso subverte os aspectos funcionais da simplicidade modernista tendo simultaneamente o modernismo, particularmente o estilo internacional, de que sua superfície de reboco branco lembra, como um ponto de partida. Outro exemplo de interpretação desconstrutivista de Complexity and Contradiction é o Centro de Artes de Wexner, de Peter Eisenman. O Centro de Artes apropria-se da forma arquetípica do castelo, que, em seguida, imbui-se de complexidade em uma série de cortes e fragmentações. Uma grade tridimensional estende-se arbitrariamente até certo grau. A grade, como uma referência ao modernismo, da qual é um acessório, colide com a antiguidade medieval de um castelo. Algumas das colunas da grade intencionalmente não alcançam o solo, pairando por sobre escadarias, criando um sentimento de desconforto neurótico e contradizendo o propósito estrutural da coluna. O Centro de Artes Wexner desconstrói o arquétipo do castelo e submete sua estrutura e espaços a conflitos e diferenças.

### Filosofia desconstrutivista
O principal canal da filosofia desconstrutivista à teoria arquitetônica ocorreu através da influência do filósofo Jacques Derrida sobre Peter Eisenman. Eisenman traçou algumas bases filosóficas do movimento literário da Desconstrução e colaborou diretamente com Derrida em alguns projetos, como a participação no concurso do Parc de la Villette, documentado em Chora l Works. Tanto Derrida e Eisenman como Daniel Libeskind estavam preocupados com a "metafísica da presença" e este é o principal tema da filosofia desconstrutivista na teoria arquitetônica. O pressuposto é que a arquitetura é uma linguagem capaz de comunicar um sentido e de ser tratada por métodos da filosofia linguística. A dialética da presença e da ausência, ou do sólido e do vazio, aparece em muitos projetos de Eisenman, tanto nos construídos como nos não-construídos. Tanto Derrida quanto Eisenman acreditam que o locus, ou o lugar da presença, é arquitetura, e a mesma dialética da presença e da ausência é encontrada na construção e na desconstrução.
De acordo com Derrida, a leitura de textos é melhor realizada quando se está lidando com estruturas narrativas clássicas. Qualquer desconstrução arquitetônica requer a existência de um arquétipo de construção particular, uma expectativa convencional fortemente estabelecida sobre a que jogar contra a flexibilidade das normas. O projeto de Frank Gehry de sua residência em Santa Mônica (de 1978), foi citado como o protótipo de uma construção desconstrutivista. Seu ponto inicial foi uma casa suburbana. Gehry alterou sua massa, vedações e planos em uma lúdica subversão, um ato de "des"construção. Além da concepção de Derrida sobre a metafísica da presença e da desconstrução, suas noções de rastro e apagamento, incorporadas a sua filosofia da escrita e arqui-escrita encontrou seu caminho nos memoriais desconstrutivistas. Daniel Libeskind concebeu muitos de seus primeiros projetos como uma forma de escrita ou tratado sobre a escrita e muitas vezes trabalhos com forma de poesia concreta. Realizou esculturas arquitetônicas com livros e também cobriu os modelos com textos, referindo abertamente sua arquitetura à escrita. As noções de rastro e apagamento foram postas em prática por Libeskind em seu projeto do Museu Judaico de Berlim. O museu é concebido como um rastro do apagamento do Holocausto, pretendendo tornar seu tema legível e comovente. Memoriais como o Monumento aos Veteranos do Vietnã de Maya Lin e o Memorial aos Judeus Mortos da Europa de Peter Eisenman também refletem temas de rastro e apagamento.

### Construtivismo e Futurismo Russo
Entre algumas classificações das tendências arquitetônicas desconstrutivistas, está uma feita por Charles Jencks, em que ele relaciona o desconstrutivismo ao construtivismo russo do início do século XX.
Os artistas Naum Gabo, El Lissitzky, Kazimir Malevich e Alexandr Rodchenko influenciaram o senso gráfico das formas geométricas de arquitetos desconstrutivistas tais como Zaha Hadid e Coop Himmelb(l)au. Tanto o desconstrutivismo quanto o construtivismo mostram uma preocupação com a tectônica dos conjuntos abstratos. Ambos consideraram a simplicidade radical das formas geométricas como o conteúdo artístico principal, expressas em desenhos, esculturas e arquitetura. A tendência construtivista em direção ao purismo, porém, está ausente no desconstrutivismo: a forma é frequentemente deformada quando a construção é desconstruída. Também reduzida ou ausente é a defesa das causas socialistas e coletivistas, indispensáveis no construtivismo russo.
As principais figuras gráficas do construtivismo foram as barras retangulares e as cunhas triangulares, além de outras geometrias mais básicas como o quadrado e o círculo. Em suas séries Prouns, El Lissitzky montou grupos geométricos em diferentes ângulos flutuando livremente no espaço. Eles evocam unidades estruturais básicas, tais como barras de aço ou de madeiras serradas vagamente ligadas, empilhadas ou espalhadas. Também são muitas vezes desenhados e compartilham aspectos com o desenho técnico e o desenho mecânico. De composição similar são as Micromegas, séries desconstrutivistas mais recentes feitas por Daniel Libeskind.
O estruturalismo cru dos arquitetos construtivistas Ivan Leonidov, Konstantin Melnikov, Alexander Vesnin e Vladimir Tatlin teve também um impacto sobre os arquitetos desconstrutivistas, sobretudo em Rem Koolhaas[carece de fontes?]. Seu trabalho, na forma final, parece incorporar o processo de construção. Eles finalizam os aspectos temporários e transitórios dos locais de construção, os andaimes e gruas necessárias para as edificações de grande porte. Das Wolkenbügel de El Lissitzky, semelhante a gruas conectadas, é um bom precedente para a torre da China Central Television de Koolhaas. Koolhaas também parece-se com Ivan Leonidov em uma arquitetura que assemelha-se a um local em permanente construção.

### Arte contemporânea
Duas correntes da arte moderna, o minimalismo e o cubismo, influenciaram o desconstrutivismo. O cubismo analítico teve um certo efeito sobre o desconstrutivismo, pois formas e conteúdos  são dissecados e vistos de diferentes perspectivas simultaneamente. Uma sincronicidade de espaços dissociados é evidente em muitos dos trabalhos de Frank Gehry e Bernard Tschumi. O cubismo sintético, com sua aplicação no ready made, não exerceu uma influência tão grande no desconstrutivismo como o cubismo analítico, ainda que também seja encontrado nas obras vernaculares de Gehry. O desconstrutivismo também compartilha com o minimalismo uma ausência de referências culturais. Também recebeu, além disso, a influência das noções minimalistas de arte conceitual.

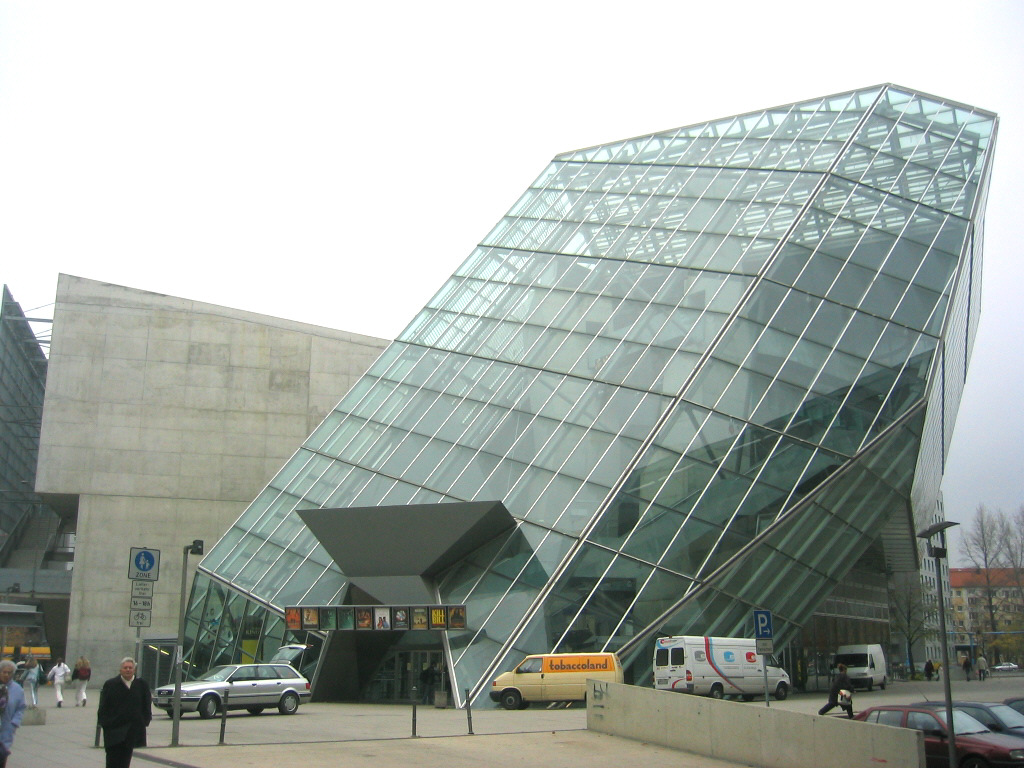
UFA-Palast em Dresden, de Coop Himmelb(l)au.

Com sua tendência partindo para a deformação e o deslocamento há também aspectos do expressionismo e do expressionismo arquitetônico associados ao desconstrutivismo. Às vezes, o desconstrutivismo reflete divisões do expressionismo, incluindo neo-expressionismo e expressionismo abstrato. As formas angulares da UFA Cinema Center, de Coop Himmelb(l)au, recordam a geometria abstrata das pinturas numeradas de Franz Kline e as figuras angulares representadas nas cenas urbanas das ruas alemãs de Ernst Ludwig Kirchner. A obra de Wassily Kandinsky também guarda semelhanças com a arquitetura desconstrutivista. Seu movimento aproximando-se do expressionismo abstrato e separando-se do trabalho figurativo tem o mesmo espírito que a rejeição desconstrutivista do ornamento em favor da geometria.
Muitos artistas na década de 1980 e 1990 contribuíram com trabalhos que influenciaram o desconstrutivismo ou fizeram parte dele. Maya Lin e Rachel Whiteread são dois exemplos. O projeto de 1982 de Lin para o Monumento aos Veteranos do Vietnã, com suas placas de granito, é um deles. Sua forma fragmentada e a redução do conteúdo a um texto minimalista influenciou o desconstrutivismo, com seu sentido de fragmentação e a ênfase na leitura do monumento. Lin também realizou obras para o Centro Wexter de Peter Eisenman. Os espaços arquitetônicos de Rachel Whiteread são outro exemplo da confluência da arte contemporânea com a arquitetura. The Blue Lagoon (1980), um espaço inteiro de estuque, que solidifica o vazio, evoca a noção de presença arquitetônica de Derrida. Buildings cuts, de Gordon Matta - Clark, eram seções desconstruídas de edifícios exibidas nas galerias de arte.

### Exposição de 1988 no MoMA

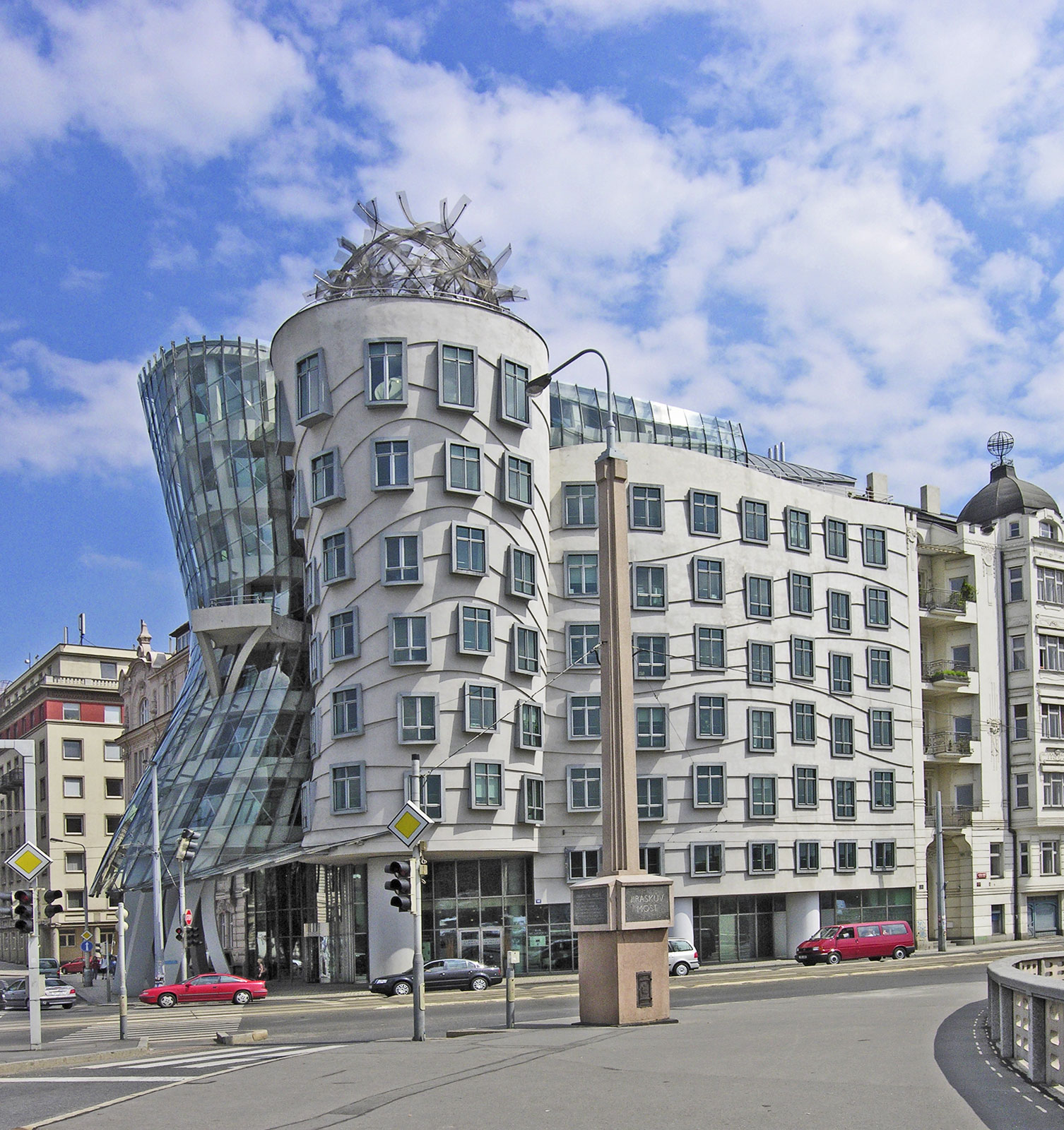
A Casa Dançante em Praga de Vlado Milunić e Frank Gehry

Mark Wigley e Philip Johnson organizaram a exposição do Museum of Modern Art de 1988 intitulada Deconstructivist architecture, que cristalizou o movimento e trouxe fama e notoriedade para seus integrantes. Os arquitetos que apresentaram seus trabalhos na exposição foram: Peter Eisenman, Frank Gehry, Zaha Hadid, Coop Himmelb(l)au, Rem Koolhaas, Daniel Libeskind e Bernard Tschumi. Mark Wigley escreveu um ensaio em que tentou mostrar os aspectos comuns entre os vários arquitetos, cujos trabalhos foram geralmente mais notados por suas diferenças.

### Desenho auxiliado por computador

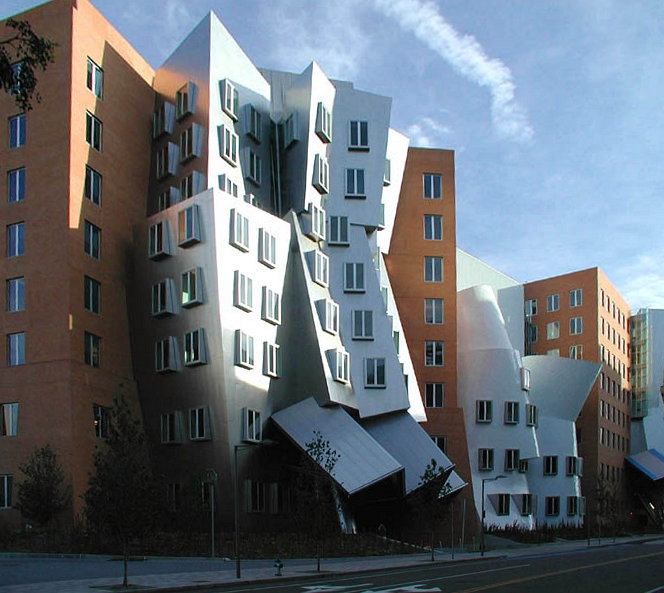
Centro Stata, do MIT, inaugurado em 16 de março de 2004.

O desenho auxiliado por computador é atualmente uma ferramenta essencial em muitos aspectos da arquitetura contemporânea, mas a natureza particular do desconstrutivismo faz o uso de computadores especialmente pertinente. Modelagem tridimensional e animação (virtual e física) auxilia na concepção de espaços muito complexos, enquanto que a habilidade em relacionar modelos computacionais para fabricar gabaritos (CAM - manufatura auxiliada por computador) permite a produção em massa de elementos modulares sutilmente diferentes para serem realizados a preços acessíveis. No retrospecto, muitas obras desconstrutivistas precoces parecem ter sido concebidas com a ajuda de um computador, mas não foram; os esboços de Zaha Hadid são um exemplo. Frank Gehry também é conhecido por produzir modelos físicos, assim como modelos computacionais, como parte de seu processo de projeto. Embora o computador tenha tornado o projeto de formas complexas mais fácil, nem tudo o que parece estranho é "desconstrutivista".

## Respostas críticas
Desde a publicação do livro Modern Architecture: A Critical History ("Arquitetura Moderna: uma História Crítica", traduzido no Brasil como "História Crítica da Arquitetura Moderna"), de Kenneth Frampton, tem-se tomado consciência do papel da crítica na teoria arquitetônica. Embora Whilst referencie Derrida como uma influência filosófica, o desconstrutivismo também pode ser visto como tendo uma base tanto na teoria crítica quanto em outra grande vertente do pós-modernismo, o regionalismo crítico. Os dois aspectos da teoria crítica, a urgência e a análise, são encontrados no desconstrutivismo. Esta é uma tendência a reexaminar e criticar outros trabalhos precedentes do desconstrutivismo, e também uma tendência em colocar a questão estética em primeiro plano. Um exemplo disso é o Wexter Center. A teoria crítica, entretanto, teria como centro uma crítica ao capitalismo e seus excessos e com relação a isso muitos dos trabalhos dos desconstrutivistas não seguem esses princípios, pois são realizados por uma elite e são, enquanto objetos, extremamente custosos.

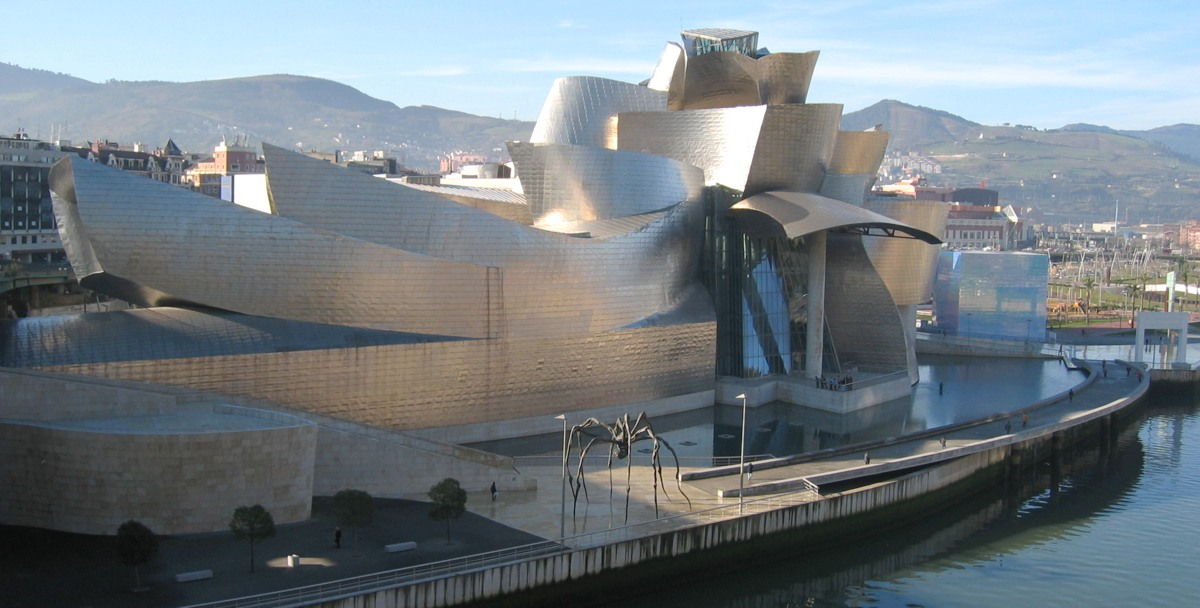
O Museu Guggenheim Bilbao de Frank Gehry, às margens do rio Nervión no centro de Bilbau, Espanha.

O Wexter Center trata de assuntos fundamentais da arquitetura, como a função e precedência, e mostra suas urgências no discurso arquitetônico de uma maneira analítica e crítica. A diferença entre o crítico no desconstrutivismo e o crítico no regionalismo crítico é que este último reduz o nível de complexidade envolvido e realiza uma análise mais clara enquanto que atenta-se a reconciliar a arquitetura modernista com as diferenças locais. Em consequência, isto conduz ao modernismo "vernacular". O regionalismo crítico mostra falta de autocrítica e uma visão utópica do lugar. O desconstrutivismo, ao contrário, mantém um nível de autocrítica e recebe críticas externas mais intensamente, além de tender a manter um alto nível de complexidade. Alguns arquitetos identificados com o movimento desconstrutivista, especialmente Frank Gehry, que muitas vezes adota um ponto de vista antifilosófico, têm ativamente rejeitado a classificação de seus trabalhos como desconstrutivistas. Outros são tão críticos com seu próprio trabalho como com os precedentes e os trabalhos contemporâneos.
Os críticos ao desconstrutivismo o veem como um exercício puramente formal de conteúdo social pequeno. Kenneth Frampton acha-o "elitista e neutro". Outras críticas são similares às da filosofia desconstrutivista — que, dado que o ato da desconstrução não é um processo empírico, pode resultar em qualquer coisa que o arquiteto deseje e, portanto, sofre da falta de consistência. Hoje há um senso de que os fundamentos filosóficos do começo do movimento tenham sido perdidos e tudo que restou foi a estética da desconstrução. Outros críticos rejeitam a premissa de que a arquitetura seja uma linguagem capaz de ser o sujeito da filosofia linguística, ou, se consideram que ela foi uma linguagem no passado, que já não o é. Outros questionam a sabedoria e o impacto sobre futuras gerações de uma arquitetura que rejeita o passado e não apresenta valores claros como substitutos, e que segue estratégias intencionalmente agressivas aos sentidos humanos.